# خاکستر (فیلم ۲۰۱۶)
خاکستر (ترکی استانبولی: Kor) یک فیلم به کارگردانی زکی دمیرکوبوز است که در سال ۲۰۱۶ منتشر شد. از بازیگران آن می‌توان به تانر بیرسل و آسلیهان گوربوز اشاره کرد.